# 八魁四
鯨魚座3，又名BD-11 6194，HD 225212、SAO 147066、HR 9103，是鯨魚座的一颗恒星，视星等为4.94，位于銀經87.07，銀緯-70.04，其B1900.0坐标为赤經23h 59m 23s，赤緯-11° -70.04′ 58″。